# Belgica Regia
Pour les articles homonymes, voir Belgica.
Belgica Regia pouvait désigner, sous l'Ancien Régime, la totalité des anciens Pays-Bas espagnols ou seulement la partie méridionale de la région, soit les provinces qui finiront par former l'actuelle Belgique ; ceci surtout à partir des ducs de Bourgogne et jusqu'à la domination autrichienne. 
À contrario, les provinces septentrionales sont appelées Belgica Foederata (les Belgique fédérées) depuis leur proclamation d'indépendance des Pays-Bas espagnols le 26 juillet 1581 lorsqu'elles donnèrent naissance à la république des Provinces Unies qui devint l'une des grandes puissances des XVIe et XVIIe siècles puis devient grosso modo les Pays-Bas actuels. Ce nom de Belgica Foederata signifie que ce pays était constitué en fédération.

## Toponymie

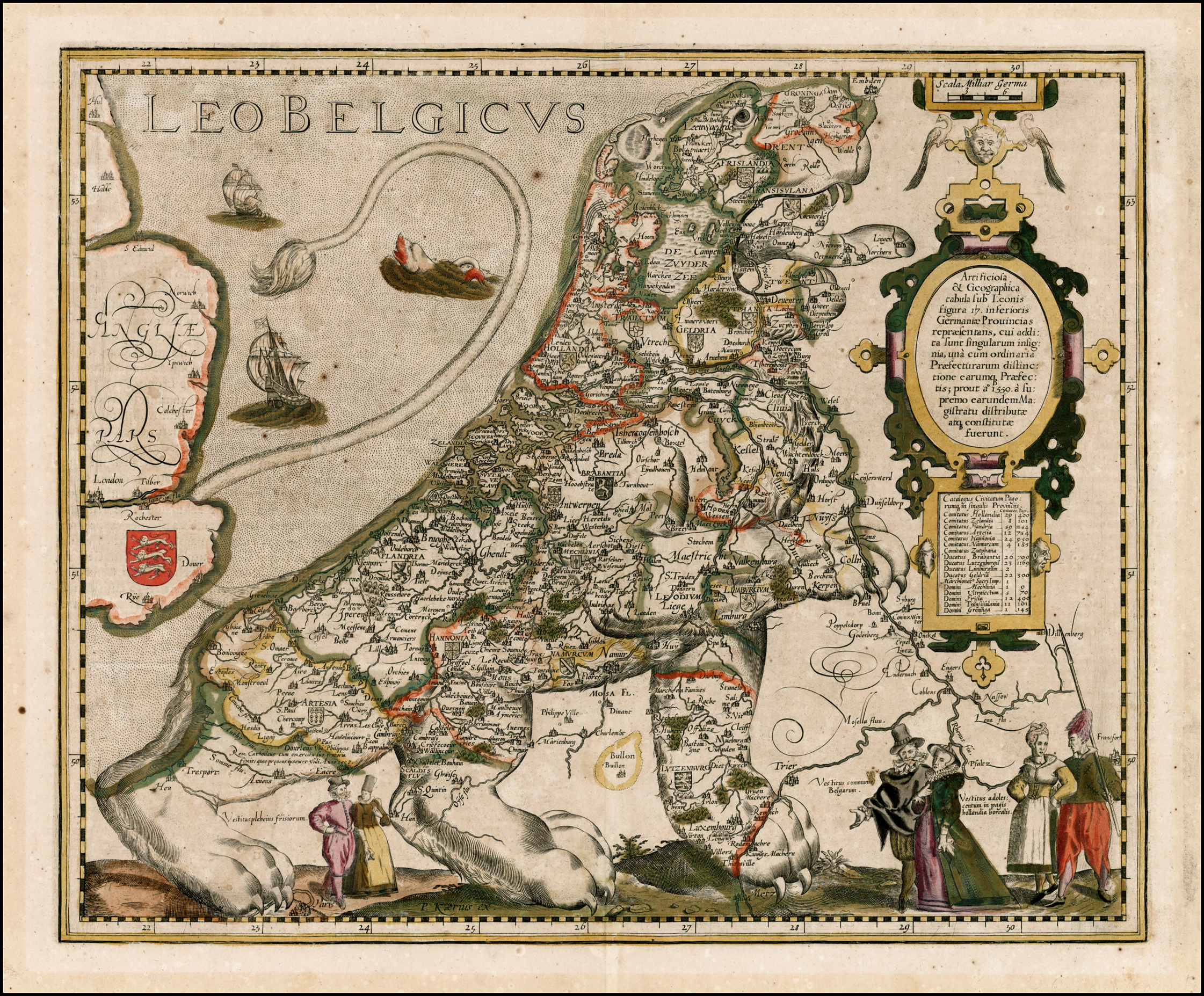
Leo Belgicus, carte datée de 1617.

Des cartes du XVIe siècle dénomment « Lion belgique », ou Leo belgicus, les territoires englobant plus ou moins ce que l'on appela plus tard le Benelux plus le nord de la France (notamment le Comté de Flandre), moins la principauté de Liège englobée de fait dans les cartes géographiques, mais indépendante politiquement.
Guillaume Ier d'Orange-Nassau, chef de la lutte contre la domination espagnole, appela l'une de ses filles, Catherine-Belgique, ce nom étant choisi comme symbole de la lutte pour l'unité et l'indépendance nationale. Mais il s'agissait aussi bien d'un qualificatif que d'un substantif. Ainsi, en 1789, ce nom s'imposa comme qualificatif de la dénomination de la république née de l'insurrection contre la domination autrichienne qui fut appelée « États belgiques unis ».
Finalement, lors de la révolution belge de 1830, Belgica ou Belgique devint un substantif pour désigner l'État indépendant reconnu par les puissances internationales.